# Kościół św. Andrzeja Apostoła w Szaflarach
Kościół świętego Andrzeja Apostoła – rzymskokatolicki kościół parafialny należący do parafii pod tym samym wezwaniem (dekanat Biały Dunajec archidiecezji krakowskiej).

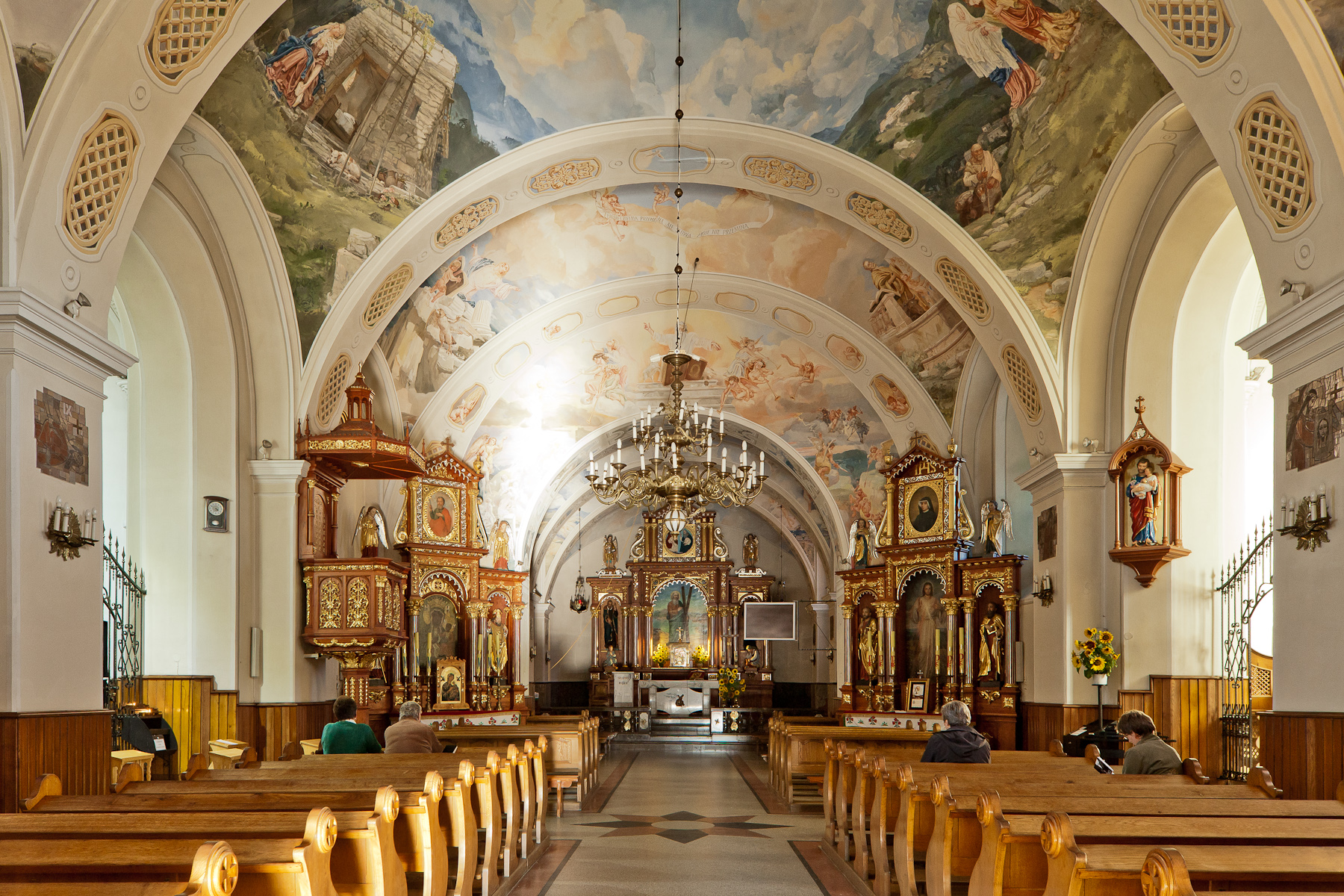
Wnętrze świątyni

Nową murowaną świątynię zaczęto budować z inicjatywy proboszcza nowotarskiego księdza Szymona Zamojskiego. Budowa została zakończona w 1810 roku. Kościół został konsekrowany 3 sierpnia 1823 roku przez biskupa Grzegorza T. Zieglera. W latach 1907–1909 zostały dobudowane dwie boczne kaplice: od strony północnej – Najświętszej Maryi Panny, natomiast od strony południowej – Najświętszego Serca Pana Jezusa. Wcześniej, bo w 1903 roku został ufundowany dzwon „Maurycy”. Podczas urzędowania księdza proboszcza Antoniego Trybalskiego zostało odnowione wnętrze świątyni, odrestaurowane organy, wyzłocone trzy ołtarze, sprawione nowe ławki i kilka ornatów. Podczas urzędowania kolejnego proboszcza, księdza Leopolda Chmielowskiego została dostawiona w 1885 roku neogotycka wieża, w 1888 roku dobudowano wieżyczkę na sygnaturkę i zamontowano nowe organy. W 1964 roku na wieży obok dzwonu „Maurycy” zostały zawieszone dwa nowe: „Andrzej i Paweł” o masie 768 kilogramów oraz „Królowa Podhala” o masie 460 kilogramów. Poświęcone zostały przez biskupa krakowskiego, księdza Karola Wojtyłę 30 listopada 1964 roku. W 1967 roku zostały odnowione ołtarz, kaplica Najświętszej Maryi Panny i ambona, wykonana polichromia na ścianach i mozaiki, natomiast w 1968 roku odnowiono ołtarz główny. W 1971 roku zostały wykonane boazerie w świątyni. Podczas urzędowania księdza proboszcza Wojciecha Wcisły został wymieniony dach gontowy na świątyni na blachę miedzianą. Z okazji jubileuszu roku 2000 budowla została wewnątrz odnowiona.